# Tapinocyba simplex
Tapinocyba simplex är en spindelart som först beskrevs av James Henry Emerton 1882.  Tapinocyba simplex ingår i släktet Tapinocyba och familjen täckvävarspindlar. Inga underarter finns listade i Catalogue of Life.